# Bindé (département)
Pour le village chef-lieu, voir Bindé.
Bindé est un département et une commune rurale de la province du Zoundwéogo, situé dans la région du Centre-Sud au Burkina Faso.

## Géographie
Le département et la commune rurale de Bindé couvre couvre une superficie d’environ 503,96 km2, soit 14,59 % de la superficie totale de la province, qui est de 3 453 km2. Il est limité :
- au sud par le département et la commune rurale de Gogo ;
- au sud-ouest par le département et la commune urbaine de Manga ;
- à l’ouest par le département et la commune rurale de Guiba ;
- au nord-ouest par le département et la commune rurale de Béré ;
- au nord par le département et la commune rurale de Boudry (province du Ganzourgou) ;
- à l’est par le département et la commune rurale de Niaogho (province du Boulgou).

Son village chef-lieu, Bindé, est situé à 19 km de Manga (chef‐lieu de la province du Zoundwéogo et chef‐lieu de la région du Centre‐Sud) par l’axe Bindé‐Guiba‐Manga.

## Démographie
- En 2006, la population du département était de 36 512 habitants[2].

- En 2019, la population du département était de 42 789 habitants[3].

## Administration
L'actuel maire de Bindé est Paul Ilboudo.

## Villages
Le département et la commune rurale de Bindé est administrativement composé de trente-deux villages, dont le village chef-lieu homonyme (données consolidées issues du recensement général de 2006) :
- Bana (863 habitants)
- Bangamsin (725 habitants)
- Bindé (2 598 habitants), chef-lieu
- Dapelgo (433 habitants)
- Dayasmnoré (1 376 habitants)
- Guénin (503 habitants)
- Kaïbo-Centre (4 172 habitants)
- Kaïbo-Nord V1 (532 habitants)
- Kaïbo-Nord V2 (806 habitants)
- Kaïbo-Nord V3 (646 habitants)
- Kaïbo-Nord V4 (448 habitants)
- Kaïbo-Sud V1 (497 habitants)
- Kaïbo-Sud V2 (270 habitants)
- Kaïbo-Sud V3 (353 habitants)
- Kaïbo-Sud V4 (300 habitants)
- Kaïbo-Sud V5 (1 211 habitants)
- Kaïbo-Sud V6 (494 habitants)
- Kaïbo-Sud V7 (886 habitants)
- Kazanga (876 habitants)
- Koakin (2 082 habitants)
- Konnékongo (2 617 habitants)
- Lilgomdé (851 habitants)
- Nonghin (951 habitants)
- Ouda (1 723 habitants)
- Pougoudou (299 habitants)
- Simbri (1 013 habitants)
- Sinikiéré (3 480 habitants)
- Sondré-Est (1 906 habitants)
- Tanghin (758 habitants)
- Tigré (2 116 habitants)
- Toéyoko (727 habitants)